# Schloss La Possonnière

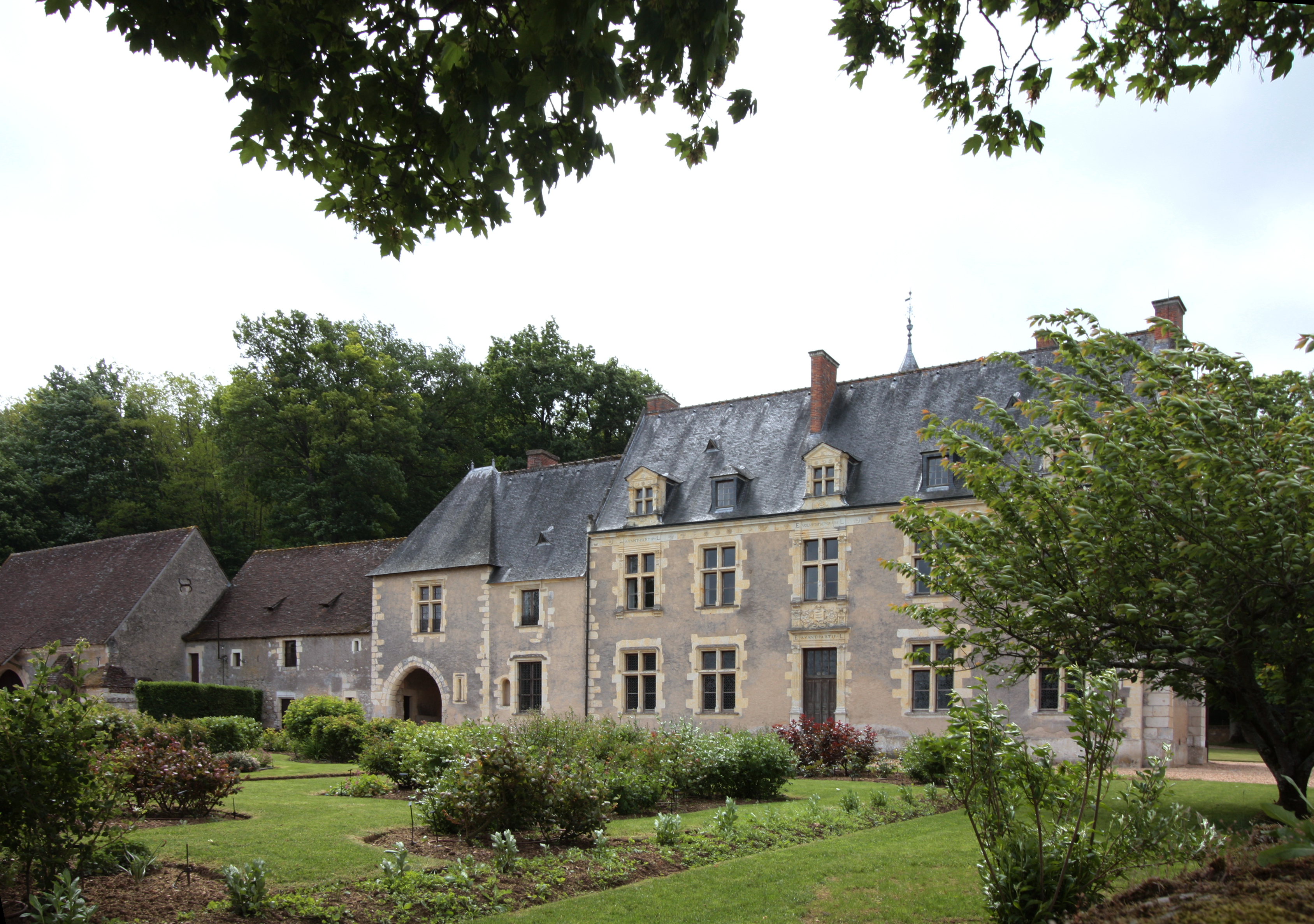
Vorderfront des Schlosses

Das Schloss La Possonnière (französisch: Château de la Possonnière), auch Schloss Ronsard (französisch: Château de Ronsard) genannt, gehört zur französischen Gemeinde Vallée-de-Ronsard im Département Loir-et-Cher. Es gehört zu den kleineren Schlössern der Loire und steht schon seit 1862 als Monument historique unter Denkmalschutz.

## Geschichte

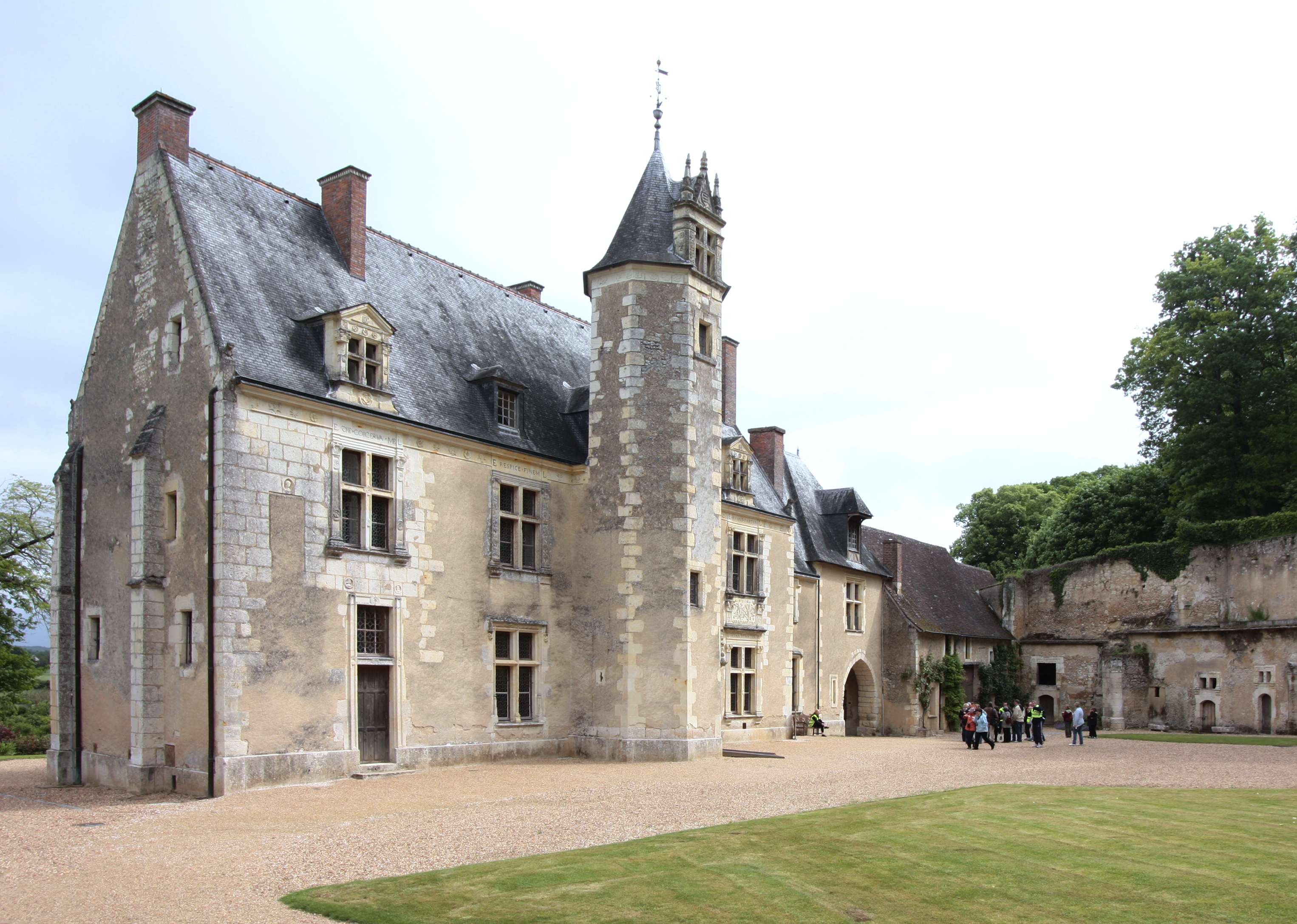
Rückseite des Schlosses

Anfang des 16. Jahrhunderts kehrte Louis de Ronsard, der Vater des Dichters Pierre de Ronsard, aus dem Italienfeldzug zurück. Die Eindrücke, die die italienische Renaissance-Architektur bei ihm hinterlassen hatte, waren so nachhaltig, dass er als einer der ersten in Frankreich beschloss, seinen Landsitz in diesem Stil umzubauen. Die um 1510 durchgeführten Veränderungen sind deutlich zu erkennen, obwohl dabei nur Zwischenwände versetzt sowie Laibungen und Kamine umgestaltet wurden. Das verwendete originelle Dekor stellt eine Mischung gotischer und italianisierender Formen dar und ist damit Teil der Ornamentik der frühen französischen Renaissance.
Die Kreuzstockfenster im Untergeschoss der Vorderfront des Herrenhauses stammen aus der Zeit Ludwigs XII., im Obergeschoss haben sie zum Teil Renaissance-Rahmungen. An vielen der Fenster fallen die angebrachten lateinischen Inschriften ins Auge. Das vorspringende Treppentürmchen auf der Rückseite des Gebäudes hat ein elegantes Portal mit Frontispiz und Büste. Oben am Türmchen ist auf dem Giebel des Dacherkers das Wappen der Ronsard zu erkennen: „In Blau drei silberne Fische“.
Zwischen Wohntrakt und zwei in derselben Flucht liegenden großen Scheunen befindet sich ein Durchgang, der die beiden Höfe klar trennt. Die Wirtschaftsgebäude sind teilweise in den Hang hinter dem Hof gegraben.
Der 1524 auf Schloss La Possonnière geborene Pierre de Ronsard verbrachte hier seine Kindheit.